# (37096) 2000 UY89
2000 UY89 (asteroide 37096) é um asteroide da cintura principal. Possui uma excentricidade de 0.05922270 e uma inclinação de 10.90182º.
Este asteroide foi descoberto no dia 31 de outubro de 2000 por LINEAR em Socorro.